# ニルヴァーナ・パニック!!
『ニルヴァーナ・パニック!!』は、日本の伊藤勢による漫画作品。『月刊少年キャプテン』（徳間書店刊）にて、1994年2、6、9、11月号 - 1995年3 - 5月号に掲載。伊藤のデビュー作であり、著者作品の基本的な作風がほぼ成立している。

## 主な登場人物
星 督（ほし まなか）
主人公。考古学者・星真一郎の妹。兄から送られてきた秘宝「ハラの神眼石」を狙う秘密結社に拉致されてインドに連行される。
本名は第4話にて判明。常識人を自称するが、状況に対する順応力の高さは血筋である。
シヴァ
古代インドに存在した神だが、対立する神・ヴィシュヌとの闘争に敗れ、自身の中枢である「眼」をえぐり取られて封印されていた。バラナシの地下神殿に封印されていた肉体に呼応して復活するが、肉体は4000年の時を経て限界に達していた。新たな肉体を得ようとするが、真一郎に盾にされたまなかの身体に宿ることとなる。
復活したもののまなかの身体に宿ることで神力のほとんどを失い、再チャージしようにもシヴァ自身神力のムダ使いが多く、依り代としてもド素人なまなかでは碌に神力を備蓄出来ないため寝てばかりいる。
星 真一郎（ほし しんいちろう）
大学教授。考古学者だが、フィールドワークと称して世界中を駆け巡りながら騒動を起こしている。「身内にだけはどれだけ迷惑をかけてもいい」が信条。
このキャラクターは作品ごとに別人という設定でトリックスター役として利用されているが、下手に出すと脇役なのに主役を食ってしまうとのこと。
ハヌマット
インド神話に伝えられる神猿。本作では雪山（ヒマヴァット）に開いた竜穴にあった仙石から産まれたなど、孫悟空の要素が加えられている。シヴァとは本来友人同士だったが、4000年前の戦いではヴィシュヌに組してシヴァと戦った。
最終話ラストページで明かされたが、ヴィシュヌ派に付いたのはシヴァ派のティラク（ヒンズー教で派閥を示す装飾。シヴァ派は横線が3本）が「シワみたいで似合わない」からで、シヴァを激怒させていた。
スレス・プラサド導師
破壊神シヴァを奉じる宗教結社ガナディバタ=ソサエティ総帥。シヴァ神を復活させて現代社会に対する「大破壊（マハプララヤ）」を企てていたが、その行動は空回りを続けている。
ガネーシャ
シヴァの息子とも言われる象頭神。ガナディバタ=ソサエティ・バラナシ支部の宝物庫に「冬虫夏草状態」で眠っていた。水分を与えられると一時的に活動可能だが、数分の活動ですぐに干からびてしまう。

## 設定
神族
人間を遥かに上回る力を持つ超常生命体。シヴァを始めとするデーヴァ系神族は植物系可変細胞を持ち、環境に応じて細胞が動物-植物の形態に変化する。植物形態は菌類に近く星教授には「水虫」に例えられた。
ハヌマットは石から産まれただけあって鉱物生命体らしい。
ガナディバタ=ソサエティ
スレス・プラサド導師率いる宗教結社。インド亜大陸先住民と言われるドラヴィダ人の末裔で、アーリア人に征服されてからはカーストの下層階級において差別されてきた。そのために破壊神としてのシヴァを復活させて現代文明を根こそぎ破壊する「大破壊（マハプララヤ）」を画策していた。
いわゆる秘密結社なので、導師を除くメンバーは覆面で顔を隠している。

## 書誌情報
- 伊藤勢 『ニルヴァーナ・パニック!!』 徳間書店〈月刊少年キャプテンコミックススペシャル〉、全1巻（絶版）
  1. 1995年10月20日発行 ISBN 4-19-830097-6